# إلا خمسة
إلا خمسة هي مسرحية كوميدية مصرية صدرت عام 1963، بلغت مدتها 148 دقيقة. المسرحية من إخراج عادل خيري  وبطولة عادي خيري، ماري منيب، سعاد حسين وعدلي كاسب.

## قصة المسرحية
يعلم (عادل) المحامي أن هناك كنز مدفون في حائط فيلا قديمة عن طريق خريطة رآها في الروبابيكيا، وفي الفيلا تسكن امرأة عجوز مع أخيها المتغطرس ومعهم خادمتهم، فيذهب إليهم المحامي رغبة منه أن يعمل سائقًا لديهم، ليبحث عن الكنز المدفون، مما يوقعه في العديد من المواقف الكوميدية.

## الممثلون والأدوار
- عادل خيري  بدور سليمان الزعفراني
- ماري منيب  بدور شماردار
- سعاد حسين  بدور بكيزة
- عدلي كاسب  بدور جاعويض
- سيد سيلمان  بدور آدم
- محمد شوقي  بدور فرج
- نجوى سالم  بدور زهرة
- هدى زكي  بدور الخياطة
- محمد الديب  بدور كاظم